# De Groene Kathedraal
De Groene Kathedraal is een landschapskunstwerk in Zuidelijk Flevoland.

## Omschrijving
De Groene Kathedraal is een project van kunstenaar Marinus Boezem. De plattegrond van de Kathedraal van Reims is op ware grootte nagebootst door aanplant van populieren. In het veld ernaast is dezelfde vorm gecreëerd in de vorm van een uitsparing in de aanplant van eiken en haagbeuken.
Marinus Boezem ontwierp dit "Gothisch Groeiproject" in 1978. De gemeente Almere besloot in april 1987 tot uitvoering van het plan van Boezem. Er werden 178 populieren geplant die op den duur tezamen deze groene, op een gotische kathedraal gelijkende, creatie zouden gaan vormen. In 1996 waren de populieren hoog genoeg om De Groene Kathedraal open te stellen voor publiek. De gebruikte populieren zijn Italiaanse populieren Populus nigra 'Italica'. De natuurlijke kathedraal is 150 meter lang en 75 meter breed. De populieren zijn geplant op de punten waar in de echte kathedraal de zuilen staan. In 1996 werden de betonnen paden voltooid, die de kruisribben van de gotische gewelven verbeelden.
Het oorspronkelijke idee was dat dit landschapskunstwerk op natuurlijke wijze af zou sterven en tot ruïne zou verworden. In 2018 is de kunstenaar van mening veranderd. Na de januaristorm van dat jaar was een aantal bomen omgewaaid en werd de staat van het kunstwerk onderzocht in aanwezigheid van de kunstenaar. Hierbij sprak de kunstenaar de wens uit om het kunstwerk toch te behouden; "Ik heb het altijd een fantastisch idee gevonden als mijn kathedraal ooit in bewoond gebied terecht zou komen. Toen ik er onlangs heen reed, zag ik dat er percelen werden verkocht waar je zelf je huis op mag bouwen. In de toekomst komt de kathedraal dus in het midden van de gemeenschap te staan. Mijn kunstwerk behoort niet alleen tot de geschiedenis, het heeft nog steeds een actuele functie. Vandaar dat ik het actief wil laten onderhouden."
Van "De Groene Kathedraal" werd door TPG in 2006 een postzegel uitgegeven.
In 2013 fungeerde het kunstwerk als locatie van Melanie Bonajo's gefilmde performance Matrix Botanica - Biosphere Above Nations.

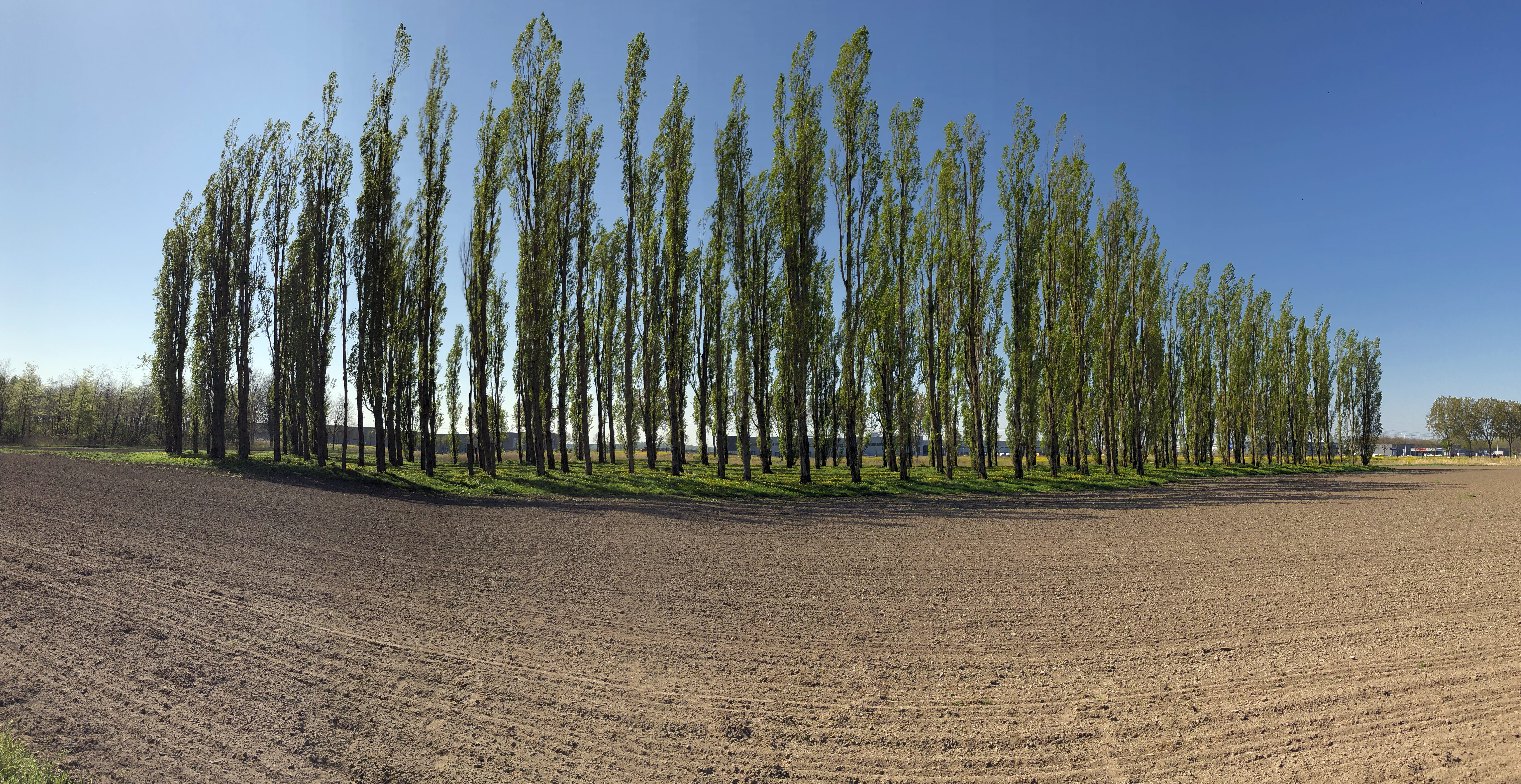
Panorama van de Groene Kathedraal in 2019.